# Йонас Бауманн
Йонас Бауманн (27 березня 1990 , Lohnd ) - швейцарський лижник, учасник Олімпійських ігор 2014 і 2018 років. Спеціаліст з дистанційних перегонів.

## Кар'єра
У Кубку світу Бауманн дебютував 12 грудня 2009 року, у грудні 2013 року вперше потрапив до тридцятки найкращих на етапі Кубка світу, в естафеті. Найкраще досягнення Бауманна в загальному заліку Кубка світу - 42-ге місце в сезоні 2015-2016.
На Олімпійських іграх 2014 року в Сочі посів 29-те місце в скіатлоні 15+15 км, 24-те місце в перегонах на 15 км вільним стилем та 7-ме місце в естафеті.
За свою кар'єру взяв участь у чотирьох чемпіонатах світу. Найкращі досягнення: 13-те місце в скіатлоні на 30 км і 4-те місце в естафеті 4 × 10 км 2017 року.
Використовує лижі та черевики виробництва фірми Atomic.

## Результати за кар'єру
Усі результати наведено за даними Міжнародної федерації лижного спорту.

### Олімпійські ігри
| Рік  | Вік | 15 км індивідуальні пер. | 30 км скіатлон | 50 км мас-старт | Спринт | 4 × 10 км естафета | Командна першість спринт |
| ---- | --- | ------------------------ | -------------- | --------------- | ------ | ------------------ | ------------------------ |
| 2014 | 23  | 24                       | 28             | —               | —      | 7                  | —                        |
| 2018 | 27  | —                        | 39             | —               | —      | 11                 | —                        |

### Чемпіонати світу
| Рік  | Вік | 15 км індивідуальні пер. | 30 км скіатлон | 50 км мас-старт | Спринт | 4 × 10 км естафета | Командна першість спринт |
| ---- | --- | ------------------------ | -------------- | --------------- | ------ | ------------------ | ------------------------ |
| 2015 | 24  | 36                       | 30             | 18              | —      | 5                  | —                        |
| 2017 | 26  | 17                       | 13             | —               | —      | 4                  | —                        |
| 2019 | 28  | 14                       | 26             | —               | —      | 8                  | —                        |
| 2021 | 30  | —                        | 20             | 22              | —      | —                  | —                        |

### Кубки світу

#### Підсумкові місця в Кубку світу за роками
| Сезон | Вік | Місце в дисципліні | Місце в дисципліні | Місце в дисципліні | Місце в Скі Тур | Місце в Скі Тур | Місце в Скі Тур | Місце в Скі Тур   | Місце в Скі Тур |
| Сезон | Вік | Загалом            | Дистанція          | Спринт             | Nordic Opening  | Тур де Скі      | Скі Тур 2020    | Фінал Кубка світу | Скі Тур Канада  |
| ----- | --- | ------------------ | ------------------ | ------------------ | --------------- | --------------- | --------------- | ----------------- | --------------- |
| 2010  | 19  | НК                 | НК                 | НК                 | Н/Д             | —               | Н/Д             | —                 | Н/Д             |
| 2011  | 20  | НК                 | НК                 | —                  | —               | —               | Н/Д             | —                 | Н/Д             |
| 2012  | 21  | НК                 | НК                 | —                  | —               | —               | Н/Д             | —                 | Н/Д             |
| 2013  | 22  | НК                 | НК                 | НК                 | 54              | 58              | Н/Д             | —                 | Н/Д             |
| 2014  | 23  | 100                | 60                 | НК                 | 39              | 40              | Н/Д             | —                 | Н/Д             |
| 2015  | 24  | 53                 | 39                 | НК                 | —               | 22              | Н/Д             | Н/Д               | Н/Д             |
| 2016  | 25  | 42                 | 37                 | 89                 | 40              | 20              | Н/Д             | Н/Д               | 26              |
| 2017  | 26  | 46                 | 39                 | НК                 | 65              | 21              | Н/Д             | 28                | Н/Д             |
| 2018  | 27  | 47                 | 32                 | НК                 | 24              | 29              | Н/Д             | 43                | Н/Д             |
| 2019  | 28  | 95                 | 62                 | НК                 | 40              | 32              | Н/Д             | —                 | Н/Д             |
| 2020  | 29  | 39                 | 29                 | НК                 | 24              | 20              | 30              | Н/Д               | Н/Д             |
| 2021  | 30  | 64                 | 50                 | НК                 | 49              | 28              | Н/Д             | Н/Д               | Н/Д             |